# Would?
Would? – singel amerykańskiego zespołu muzycznego Alice in Chains, promujący ścieżkę dźwiękową do filmu Samotnicy w reżyserii Camerona Crowe’a oraz album studyjny Dirt, opublikowany we wrześniu 1992. Czas trwania utworu wynosi 3 minuty i 27 sekund, co sprawia, że należy on do jednej z krótszych kompozycji wchodzących w skład płyty. Autorem tekstu i kompozytorem jest Jerry Cantrell. Na rozszerzonych edycjach singla, w zależności od wersji, zamieszczono utwory „Man in the Box”, „Brother”, „Right Turn” i „We Die Young”. Produkcją kompozycji zajął się Rick Parashar przy współpracy zespołu.
Dzięki umieszczeniu utworu na ścieżce dźwiękowej do filmu Samotnicy, zespołowi Alice in Chains udało się zaistnieć w rozgłośniach radiowych emitujących alternatywną muzykę i tym samym dotrzeć do szerszego grona odbiorców. W 1993 teledysk został nagrodzony statuetką MTV Video Music Award w kategorii Best Video from a Film. „Would?” uznawany jest współcześnie za jedną z najbardziej rozpoznawalnych kompozycji w dorobku zespołu (obok „Man in the Box” i „Rooster”) oraz bywa wymieniany jako jeden z hymnów subkultury grunge’owej i tzw. „Pokolenia X”.

## Historia nagrywania
| „Pamiętam jak Jerry narzekał, że nie ma na płycie talerzy perkusyjnych i bardziej podoba mu się wersja demo. Wrócił więc do London Bridge Studio, i wraz z Rickiem zremiksowaliśmy «Would?»”– Jonathan Plum |

Po pozytywnym przyjęciu komediodramatu Nic nie mów z 1989, Cameron Crowe przystąpił do pracy nad scenariuszem do kolejnego filmu, po części zainspirowanego przedwczesną śmiercią Andrew Wooda, wokalisty Mother Love Bone, który zmarł w 1990. Jak przyznawał Jerry Cantrell, reżyser zgłosił się do zespołu z propozycją nagrania utworu promującego nowy film. W trakcie sesji, muzycy zarejestrowali demo składające się z dziesięciu kompozycji, z których część utrzymana była w odmiennej stylistyce brzmieniowej. Nagrania odbyły się w listopadzie 1991 w London Bridge Studio w Seattle, przy współpracy producenta Ricka Parashara oraz inżyniera dźwięku Jonathana Pluma. Zarejestrowane podczas sesji utwory wykorzystano na wydawnictwach Sap, Dirt (1992) i na box secie Music Bank (1999).
Dave Jerden wykonał kilka procesów miksowania utworu, jednak Cantrell początkowo nie był zadowolony z efektów. 17 kwietnia 1991 muzycy nagrali na nabrzeżu Pier 48 w Seattle swoją scenę do filmu Samotnicy (1992, reż. Cameron Crowe). W trakcie występu wykonali utwory „It Ain’t Like That” i „Would?”. Drugą z kompozycji Crowe wybrał na singel promujący ścieżkę dźwiękową do jego filmu.

## Analiza

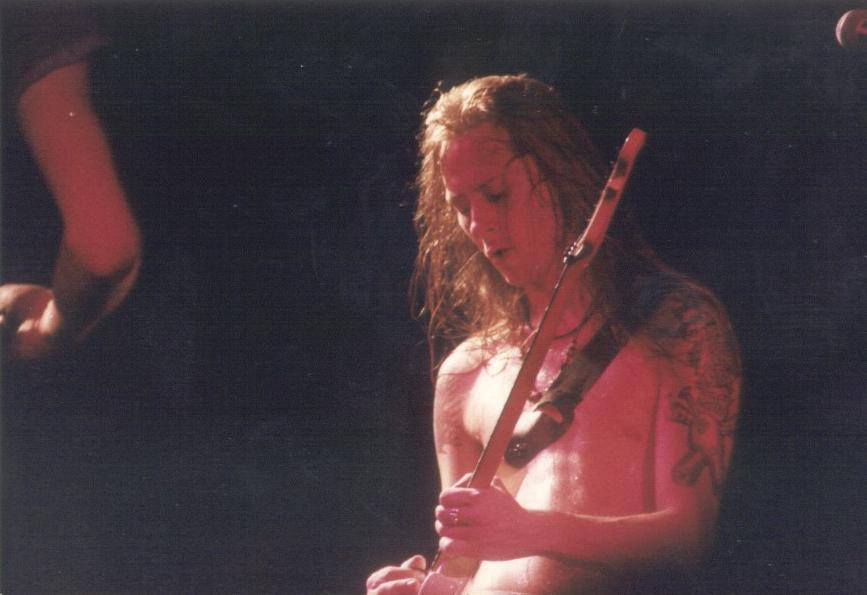
„Would?” został napisany przez Jerry’ego Cantrella w 1990

Tekst utworu został napisany przez Jerry’ego Cantrella w 1990, gdy z powodu przedawkowania narkotyków zmarł bliski przyjaciel muzyka, wokalista Mother Love Bone, Andrew Wood. W notatce dołączonej do książeczki Music Bank (1999) wypowiedział się na temat znaczenia warstwy lirycznej: „Dużo myślałem o Andrew w tym czasie. Zawsze świetnie się bawił, gdy spędzał czas wolny, tak jak Chris Cornell czy ja. Nigdy nie było czasu na chwilkę poważnej rozmowy, tylko ciągle zabawa. Andrew był naprawdę wesołym facetem, pełnym życia i smutne było go stracić. Ale zawsze nienawidził ludzi, którzy oceniali decyzję innych. I właśnie słowa utworu są skierowane do takich osób, które przeszły do oskarżeń”. W rozmowie z brytyjskim miesięcznikiem „Metal Hammer” muzyk przyznał: „Chodzi o to, że ludzie powinni przynajmniej próbować patrzeć na pewne rzeczy z perspektywy swoich bliźnich i wczuć się w ich sytuację, zanim zaczną obrzucać ich błotem. Nie sądzę, aby często to czynili”. Steve Huey z AllMusic podkreślił, że tekst utworu zawiera w sobie elementy żalu oraz zarzuty o niezrozumienie – „So I made a big mistake, try to see it once my way”.
Struktura utworu jest niekonwencjonalna. Cantrell odgrywa dwie części rytmu przez cały czas trwania melodii, jedną pół-czystą i drugą bardziej zniekształconą, z silnym akcentem tonacji. Jest ona skonfigurowana ze zmianą akordów z F#m do G podczas wersów oraz Bm do G w refrenach. W sekcjach refrenów linie solowe oparte są na skali eolskiej B, według schematu B, C#, D, E, F#, G, A. Dla partii solowej Cantrell odgrywa krótkie zagrywki za pomocą techniki gitarowej lick przy zmianie wersów (gitara rytmiczna podwaja bas), a powolne linie melodyczne są oparte na pentatonicznej tonacji F# moll (F#, A, B, C#, E) z włączeniem B♭, D. Outro dysponuje kluczową zmianą D-dur, gdzie Cantrell ponownie odgrywa krótkie zagrywki, podwojone przez partie gitary basowej. „Would?” kończy się akordem D7#9, podobnym do tego z utworu „I Feel Free” grupy Cream. W zwrotkach występują harmonizacje partii wokalnych Layne’a Staleya i Cantrella.
Steve Huey z AllMusic napisał: „Efekt końcowy kompozycji jest rzeczywiście bardziej groźny niż suma jego części, być może dlatego, że pośrednie aluzje tekstu sprawiają, że ponury niepokój kompozycji wydaje się zbyt intensywny, aby wyrazić to jednoznacznie”.

## Teledysk
Reżyserami teledysku są Cameron Crowe i Josh Taft, współpracujący z zespołem przy realizacji koncertowego VHS Live Facelift z 1991. Zdjęcia trwały od 29 maja do 1 czerwca 1992 w Seattle, i nagrywane były w nieistniejącym już klubie Under the Rail. Lokalny reżyser Duncan Sharp wystąpił w charakterze gościnnym wraz ze swoją dziewczyną w scenie, gdy siedzą w samochodzie. W trakcie realizacji Staley opuścił plan zdjęciowy, tłumacząc chwilową absencję sprawami osobistymi. Z relacji Sharpa wiadomo, że wokalista przerwał zdjęcia, aby móc zażyć narkotyki. Mike Starr wykorzystał w teledysku biały model gitary basowej Spector, pożyczony od Evana Sheeley’ego z lokalnego zespołu TKO. Taft wyrażał pozytywną ocenę pracy nad teledyskiem: „[Crowe] miał tak pozytywny wpływ i był bardzo pomocny, on po prostu pozwolił mi biegać z moimi instynktami”. Jak zaznaczył: „nie mógł być bardziej inspirujący i pomocny w procesie tworzenia filmu i zaangażowania”.
Wideoklip dostępny jest na kompilacji Music Bank: The Videos (1999).

## Wydanie
7 czerwca 1992 „Would?” ukazał się na singlu, promując ścieżkę dźwiękową do filmu Samotnicy. Rozszerzona wersja (nr. kat. 658888 2) zawierała dodatkowo trzy kompozycje – „Man in the Box”, „Brother” i „Right Turn”. Komercyjny sukces sprawił, że „Would?” zaczął był regularnie emitowany w rozgłośniach radiowych, prezentujących muzykę alternatywną. 11 stycznia 1993 singel ukazał się w Wielkiej Brytanii.
W 1996 „Would?”, w wersji zarejestrowanej w trakcie występu z serii MTV Unplugged, został wydany przez wytwórnię Columbia na specjalnym singlu, promującym album koncertowy Unplugged.
„Would?” ukazał się w późniejszym czasie na czterech kompilacyjnych albumach – Nothing Safe: Best of the Box, retrospekcyjnym box secie Music Bank (1999), Greatest Hits (2001) oraz The Essential Alice in Chains (2006). W grudniu 2000 koncertowa wersja utworu – pochodząca z występu grupy z 2 marca 1993 w Barrowland Ballroom w Glasgow – została zamieszczona na wydawnictwie Live. Obok kompozycji „Man in the Box” i „Rooster”, „Would?” uchodzi za najbardziej rozpoznawalną kompozycję w dorobku Alice in Chains. Bywa także wymieniany jako jeden z hymnów subkultury grunge’owej i tzw. „Pokolenia X”.

## Odbiór

### Krytyczny
| „Czuję, że są odpowiedzialni za to, że piszę. «Would?» to jedna z moich ulubionych kompozycji. Kiedy usłyszałem ją po raz pierwszy, uświadomiłem sobie, że w muzyce jest wszystko możliwe (…) «Would?» wyszedł i uderzył mnie prosto w twarz. Pamiętam, że pomyślałem sobie wtedy, że to może być jeden z największych utworów jakie napisano!”– Corey Taylor |

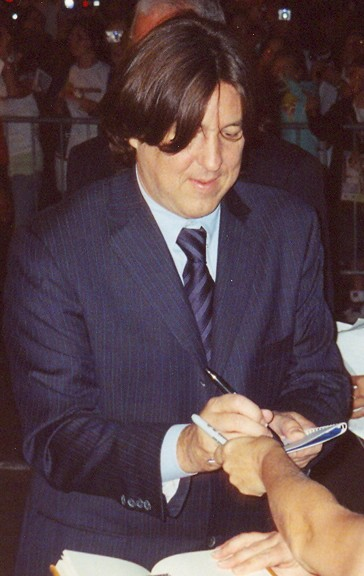
Cameron Crowe wybrał „Would?” na promocję swego filmu oraz został współreżyserem teledysku

Steve Huey z AllMusic napisał: „«Would?» stał się jednym z najbardziej rozpoznawalnych utworów Alice in Chains, być może zaraz po rockowo-radiowym «Rooster». Zawierający odrobinę więcej melancholii w stosunku do innych kompozycji zespołu, poprzez swoją warstwę liryczną, jest nie mniej udręczony, jego tekst napomknął – w okrężny sposób – na uzależnienie od narkotyków, które pomogły wytworzyć poczucie torturowanej rozpaczy, która zdominowała muzykę zespołu”. Jak podkreślił, jest to bardzo osobisty utwór, posiadający „rozpaczliwy ton”. Philip Wilding opisał „Would?” na łamach „Classic Rocka” jako „stąpającą melodię z rozpadającym się żalem”. Z kolei Don Kyle z „Kerrang!” przyznał, że tekst utworu wprowadza „nieco nadziei”. Chad Childers z Loudwire zaznaczył, że „Would?” jest pierwszą kompozycją grupy, która dotarła do szerszego grona odbiorców, ze względu na zamieszczenie jej na ścieżce dźwiękowej do filmu. Childers zwrócił uwagę na fakt, że charakteryzuje się ona „ciemną melodią” oraz tekstem, który skierowany jest do ludzi, którzy z góry oceniają innych, nie mając żadnej wiedzy na ich temat. Tyler Kane na łamach magazynu „Paste” podkreślił, że „Would?”, jako jeden z nielicznych, nie skupia swojej uwagi na uzależnieniu. Według autora charakteryzuje się on ponurym nastrojem, „piskliwym” brzmieniem gitar oraz charakterystycznym krzykiem Staleya. Kane zwrócił uwagę, że to wszystko sprowadza się do tego co najważniejsze – „potężnej melodii”. Michael Christopher z PopMatters określił „Would?” mianem „poszukiwania odkupienia”. Wpływ utworu na rozwój kariery zespołu docenił James Hunter z „Rolling Stone’a”, nazywając go w recenzji kompilacji największych przebojów grupy Nothing Safe: Best of the Box (1999) „kompozycją z Seattle” oraz stwierdzając, że „jest to jeden z ponadczasowych, najbardziej stylowych singli dekady”. Maciej Wesołowski z „Tylko Rocka” zwrócił uwagę na grę sekcji rytmicznej i riff Cantrella. Sam utwór określił mianem „najmocniejszego punktu”.
Kevin L. Ferguson, autor książki Pop Goes the Decade: The Nineties (2019), napisał w swojej ocenie, że „«Would?» stał się kultową piosenką z początku lat 90., prezentującą głos Staleya i unikalną melodię”.

### Komercyjny
8 sierpnia 1992 „Would?” zadebiutował na 40. pozycji Album Rock Tracks, notowania opracowywanego przez tygodnik „Billboard”. 19 września, po siedmiu tygodniach obecności na wspomnianej liście przebojów, utwór dotarł do 31. lokaty. 17 stycznia 1993 singel uplasował się w pierwszej 20. brytyjskiej Official Singles Chart Top 75 (19. miejsce). 30 stycznia kompozycja zespołu została sklasyfikowana na 77. miejscu listy przebojów European Hot 100, opracowywanej na podstawie sprzedaży singla w piętnastu krajach Europy. „Would?” został także odnotowany na australijskiej liście Top 100 Singles Chart (69. lokata) oraz fińskiej The Official Finnish Charts (17. miejsce). 27 marca zadebiutował na 50. pozycji w holenderskim notowaniu Dutch Single Top 100. 17 kwietnia utwór Alice in Chains uplasował się na 33. lokacie. W 1996 „Would?” ponownie ukazał się na singlu, promując album Unplugged. 11 listopada dotarł on do 21. lokaty kanadyjskiej RPM Alternative 30. 21 grudnia uplasował się na 19. miejscu amerykańskiego Mainstream Rock Tracks. 26 tycznia 2019 kompozycja została odnotowana na 15. lokacie notowania Billboard Hot Rock Songs.

### Nagrody i nominacje

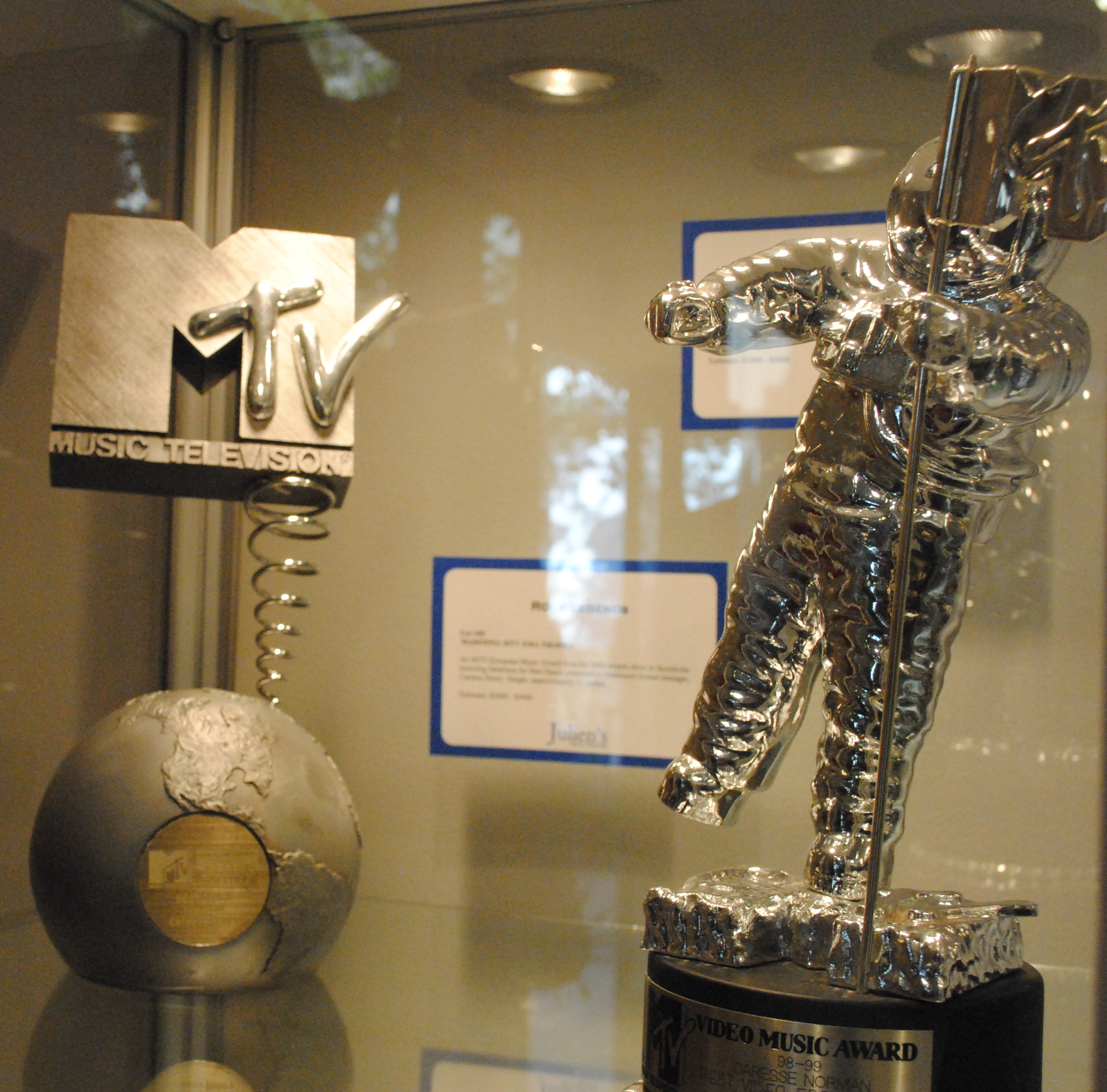
Utwór „Would?” został nagrodzony statuetką MTV Video Music Award dla najlepszego teledysku z filmu

18 lipca 1993 wideoklip do utworu „Would?” uzyskał nominację do MTV Movie Award w kategorii dla najlepszego teledysku z filmu. 2 września tego samego roku, podczas gali rozdania MTV Video Music Award w Universal Amphitheatre w Los Angeles, teledysk został nagrodzony statuetką w kategorii dla najlepszego teledysku z filmu.
| Rok  | Nagroda               | Kategoria              | Odbiorcy i nominowani | Wynik     | Źródło |
| ---- | --------------------- | ---------------------- | --------------------- | --------- | ------ |
| 1993 | MTV Movie Award       | Best Song from a Movie | „Would?”              | Nominacja | [ 47 ] |
| 1993 | MTV Video Music Award | Best Video from a Film | „Would?”              | Wygrana   | [ 48 ] |

### Wykorzystanie utworu
W 2003 utwór został wykorzystany w przygodowej grze akcji True Crime: Streets of LA. W 2007 użyto go w muzycznej grze komputerowej SingStar Amped. „Would?” został również zamieszczony na ścieżkach dźwiękowych i użyty w dwóch częściach gry z serii Burnout – Burnout Dominator z 2007 oraz Burnout: Paradise z 2008. Rok później wykorzystano go w grze Rock Band Unplugged. W 2010 udostępniono do ściągnięcia, jako dodatek do gier Rock Band i Rock Band 2, zestaw Alice In Chains Pack 01 – zawierający utwory „Rooster”, „Would?”, „No Excuses”, „A Looking in View” i „Check My Brain”. W styczniu 2019 „Would?” został wykorzystany w zwiastunie drugiego sezonu serialu Punisher.

### Zestawienia
„Would?” został sklasyfikowany na 51. pozycji zestawienia „100 najlepszych utworów 1993 roku”, przygotowanego przez australijską rozgłośnię Triple J. Magazyn „Spin” uznał go za 5. „najlepszy singel 1993 roku”. W 2009 kanał VH1 zamieścił kompozycję na 88. pozycji notowania „100 najlepszych hardrockowych utworów”. W zestawieniu przygotowanym przez portal Pitchfork w 2010, „Would?” został sklasyfikowany na 168. lokacie na „200 najlepszych utworów muzycznych lat 90.” W 2012 witryna Ultimate Guitar Archive opublikowała ranking „10 najlepszych linii basowych w historii muzyki”, gdzie utwór Alice in Chains umieszczono na 6. pozycji. Dwa lata później magazyn branżowy „Paste” sporządził ranking „50 najlepszych grunge’owych utworów w historii”. Kompozycja „Would?” została sklasyfikowana na 3. lokacie. Tyler Kane wyróżnił w swojej ocenie „napędzające linie basowe” i „triumfalny zasięg wokalisty Layne’a Staleya”.
| Rok  | Tytuł                                                               | Publikacja              | Pozycja | Źródło |
| ---- | ------------------------------------------------------------------- | ----------------------- | ------- | ------ |
| 1993 | „100 najlepszych utworów 1993 roku”                                 | Triple J                | 51      | [ 56 ] |
| 1993 | „najlepszy singel”                                                  | „Spin”                  | 5       | [ 57 ] |
| 2009 | „100 najlepszych hardrockowych utworów”                             | VH1                     | 88      | [ 58 ] |
| 2010 | „200 najlepszych utworów muzycznych lat 90.”                        | Pitchfork               | 168     | [ 59 ] |
| 2012 | „10 najlepszych linii basowych w historii”                          | Ultimate Guitar Archive | 6       | [ 60 ] |
| 2014 | „50 najlepszych grunge’owych utworów w historii”                    | „Paste”                 | 3       | [ 3 ]  |
| 2015 | „10 najlepszych utworów w głównym alternatywnym nurcie grunge’owym” | „Calgary Sun”           | 3       | [ 61 ] |

## Utwór na koncertach
„Would?” zadebiutował podczas koncertu w klubie Night Moves w Memphis 12 października 1990 w ramach tournée Facelift Tour. 10 września 1992 członkowie zespołu wystąpili obok Pearl Jam w Park Plaza Hotel w Los Angeles, z okazji oficjalnej uroczystości promującej film Samotnicy, wykonując „Junkhead” i „Would?”. Kompozycja jest regularnie prezentowana podczas wszystkich tras zespołu.
10 marca 2006, podczas koncertu Decades Rock Live!, organizowanego przez kanał muzyczny VH1 Classic, utwór został wykonany przez Alice in Chains w duecie z Philem Anselmo. Muzycy zadedykowali wspólne wykonanie pamięci Dimebaga Darrella i Layne’a Staleya. 2 czerwca, w trakcie występu na festiwalu Rock am Ring, „Would?” został zaprezentowany z gościnnym udziałem Jamesa Hetfielda, frontmana zespołu Metallica.

## Lista utworów na singlu

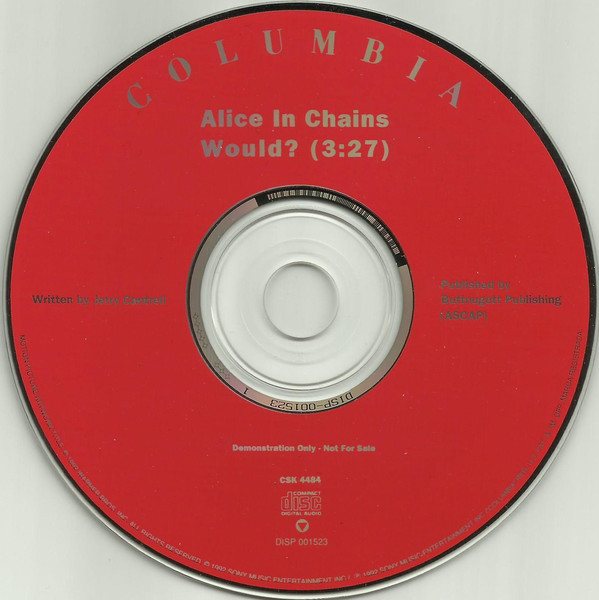
Wersja CD singla „Would?”

singel CD CSK 4484:
| Nr | Tytuł utworu | Autorzy        | Długość |
| -- | ------------ | -------------- | ------- |
| 1. | „Would?”     | Jerry Cantrell | 3:27    |

singel CD (658888 2):
| Nr | Tytuł utworu     | Autorzy                 | Długość |
| -- | ---------------- | ----------------------- | ------- |
| 1. | „Would?”         | Cantrell                | 3:27    |
| 2. | „Man in the Box” | Layne Staley • Cantrell | 4:46    |
| 3. | „Brother”        | Cantrell                | 4:27    |
| 4. | „Right Turn”     | Cantrell                | 3:17    |
|    |                  |                         | 15:57   |

singel CD (COL 668328 2):
| Nr | Tytuł utworu     | Autorzy           | Długość |
| -- | ---------------- | ----------------- | ------- |
| 1. | „Would?”         | Cantrell          | 3:27    |
| 2. | „We Die Young”   | Cantrell          | 2:32    |
| 3. | „Man in the Box” | Staley • Cantrell | 4:46    |
|    |                  |                   | 10:45   |

winyl 7” (658888 7):
| Nr | Tytuł utworu     | Autorzy           | Długość |
| -- | ---------------- | ----------------- | ------- |
| 1. | „Would?”         | Cantrell          | 3:27    |
| 2. | „Man in the Box” | Staley • Cantrell | 4:46    |
|    |                  |                   | 8:13    |

winyl 12” (658888 6):
Strona A:
| Nr | Tytuł utworu     | Autorzy           | Długość |
| -- | ---------------- | ----------------- | ------- |
| 1. | „Would?”         | Cantrell          | 3:27    |
| 2. | „Man in the Box” | Staley • Cantrell | 4:46    |
|    |                  |                   | 8:13    |

Strona B:
| Nr | Tytuł utworu | Autorzy  | Długość |
| -- | ------------ | -------- | ------- |
| 1. | „Brother”    | Cantrell | 4:27    |
| 2. | „Right Turn” | Cantrell | 3:17    |
|    |              |          | 7:44    |

singel CD (CSK 8787):
| Nr | Tytuł utworu                 | Autorzy  | Długość |
| -- | ---------------------------- | -------- | ------- |
| 1. | „Would?” (wersja koncertowa) | Cantrell | 3:43    |

## Personel
Opracowano na podstawie materiału źródłowego:
|  | Alice in Chains - Layne Staley – śpiew - Jerry Cantrell – śpiew, gitara rytmiczna, gitara prowadząca, wokal wspierający - Mike Starr – gitara basowa - Sean Kinney – perkusja | Produkcja - Producent muzyczny: Rick Parashar, Alice in Chains - Inżynier dźwięku: Jonathan Plum - Miksowanie: Rick Parashar, Jonathan Plum i Jerry Cantrell w London Bridge Studio, Seattle - Zdjęcia: Cameron Crowe, Danny Bronson |

## Notowania i certyfikaty
| Lista (1992–1993)                               | Pozycja |
| ----------------------------------------------- | ------- |
| Australia Alternative Top 20 Chart (Australia)  | 10      |
| Album Rock Tracks (Stany Zjednoczone)           | 31      |
| Dutch Single Top 100 (Holandia)                 | 33      |
| European Hot 100 (Europa)                       | 77      |
| Top 100 Singles Chart (Australia)               | 69      |
| The Official Finnish Charts (Finlandia)         | 17      |
| Official Singles Chart Top 75 (Wielka Brytania) | 19      |
| Lista (1996)                                    | Pozycja |
| RPM Alternative 30 (Kanada)                     | 21      |
| Mainstream Rock Tracks (Stany Zjednoczone)      | 19      |
| Lista (2019)                                    | Pozycja |
| Billboard Hot Rock Songs (Stany Zjednoczone)    | 15      |

| Państwo                  | Certyfikat         | Sprzedaż   |
| ------------------------ | ------------------ | ---------- |
| Nowa Zelandia (RIANZ)    | 2× platynowa płyta | 60 000+    |
| Stany Zjednoczone (RIAA) | 2× platynowa płyta | 2 000 000+ |
| Wielka Brytania (BPI)    | srebrna płyta      | 200 000+   |

## Interpretacje
- Szwedzki zespół Opeth nagrał własną interpretację utworu, która znalazła się na stronie B singla „Burden”, pochodzącego z albumu studyjnego Watershed (2008)[75].
- Utworzony na potrzeby serialu Californication fikcyjny zespół Queens of Dogtown wykonał cover utworu. Kompozycja znalazła się na ścieżce dźwiękowej promującej czwarty sezon produkcji[76].
- Kasia Kowalska wykonała akustyczno-alternatywną wersję utworu podczas występu na Przystanku Woodstock 30 lipca 2014. Nagranie zostało zamieszczone na DVD Przystanek Woodstock 2014 (2015)[77].
- 1 grudnia 2020 zespoły Korn i Metallica wykonały własne interpretacje utworu „Would?” podczas internetowej ceremonii uhonorowania Alice in Chains przez Museum of Pop Culture nagrodą Founders Award[78]. Cover zaprezentowany przez Metallicę trafił na 12”-calowy winyl „Blackened 2020”, opublikowany 21 marca 2022[79].